# Cupido (stripreeks)
Cupido (Frans: Cupidon) is een Belgische stripreeks over de mythologische figuur Cupido uitgegeven door Dupuis. De gagstrip werd geschreven door Raoul Cauvin met tekeningen van Malik.
De eerste zeventien albums verschenen bij Dupuis zowel in het Frans als in het Nederlands. Nadien werd de Nederlandse vertaling stopgezet, maar liep de reeks verder in het Frans. Vanaf het tweeëntwintigste album nam Malik de scenario's over en verscheen de strip bij andere uitgeverijen. Het tweeëntwintigste en drieëntwintigste album verschenen wel in het Nederlands bij uitgeverij Arcadia in de collectie Arcadia archief.

## Albums
1. Aanstekelijke liefde
2. Liefdesdrankjes
3. Passie en vuur
4. Concerto Amoroso
5. Regenboog
6. Hartediefje
7. Apetrots
8. Verliefd ... een beetje
9. Leve de bruid
10. Bliksemoperatie
11. Tussen maan en vrouw
12. In de wolken
13. Een prachtige dag
14. Alle liefde van de wereld
15. Nooit meer alleen
16. Een geschenk uit de hemel
17. Gekooide liefde
18. Rien que pour vous! (niet in het Nederlands verschenen)
19. Solitude (niet in het Nederlands verschenen)
20. Elles et moi (niet in het Nederlands verschenen)
21. Le Nœud du problème (niet in het Nederlands verschenen)
22. Een vriendinnetje voor Cupido
23. Gek van vleugeltjes